# دوماس (آرکانزاس)
دوماس (آرکانزاس) (به انگلیسی: Dumas, Arkansas) یک شهر در ایالات متحده آمریکا با جمعیت ۴٬۷۰۶ نفر است که در آرکانزاس واقع شده‌است.

## موقعیت جغرافیایی
موقعیت جغرافیایی شهرها و مناطق اطراف به شرح زیر است: